# Powerscourt House

Powerscourt House é um palácio da Irlanda localizado em Enniskerry, Condado de Wicklow. Encontra-se rodeado por jardins paisagísticos no interior de uma vasta herdades, que ocupa actualmente 47 acres.

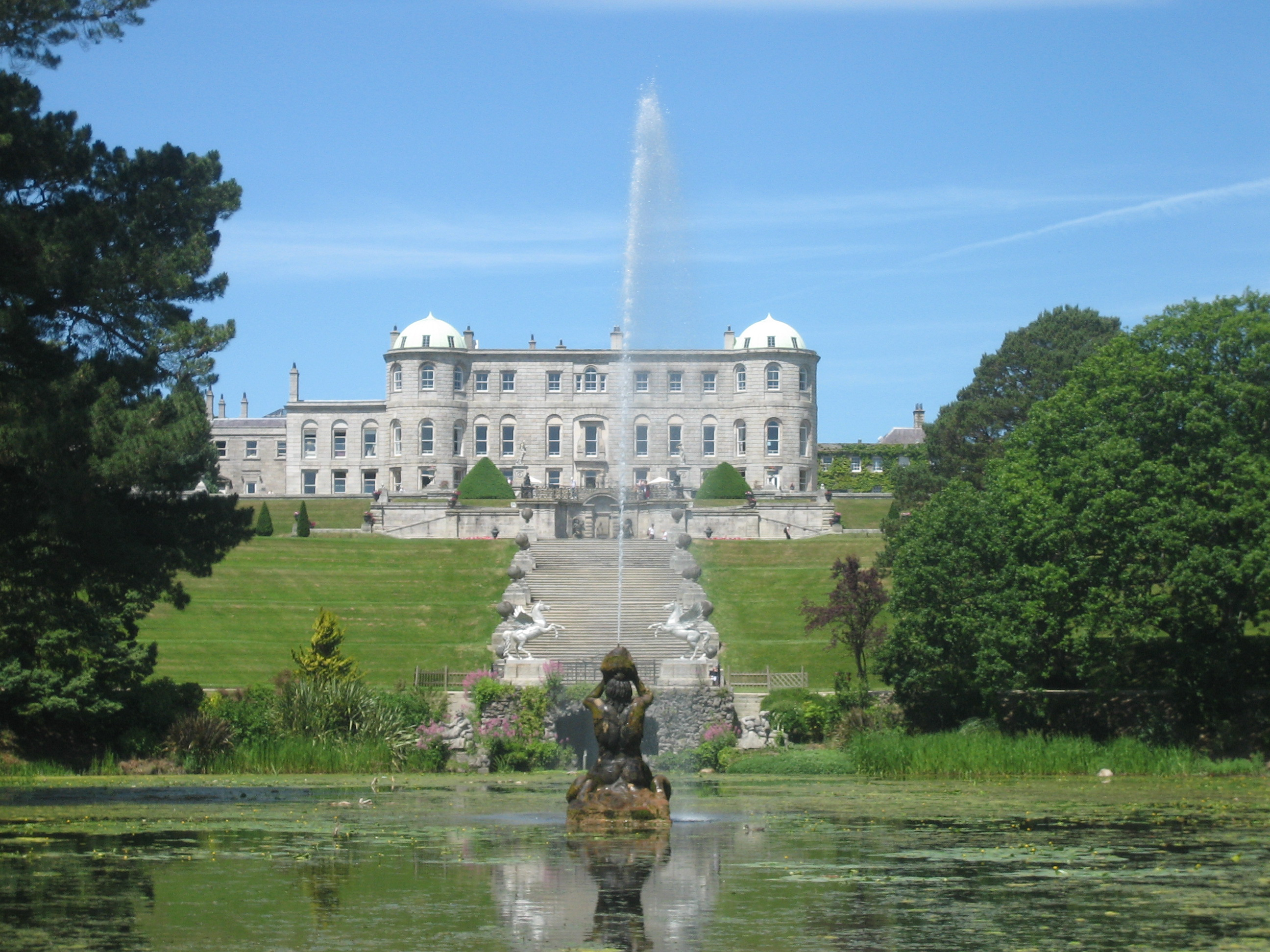
Fachada principal de Powerscourt House vista dos jardins.

O palácio, originalmente um castelo do século XIII, foi extensivamente alterado no século XVIII pelo arquitecto alemão Richard Cassels, as obras foram iniciadas em 1731 e ficaram concluídas em 1741. Um incêndio, ocorrido em 1974, deixou a casa destruída até à sua renovação em 1996.
A propriedade, actualmente uma popular atracção turística, inclui um campo de golfe, um restaurante da empresa irlandesa Avoca Handweavers e um hotel Ritz-Carlton.

## História
O proprietário original do castelo do século XIII era um homem de nome la Poer, o qual foi, provavelmente anglicizado para Power. A posição do castelo tinha uma posição militar estratégica, a partir da qual o dono do castelo podia controlar o acesso aos vizinhos rios Dargle, Glencree e Glencullen.
O edifício de três andares tinha pelo menos 68 salas. O salão de entrada media 60 pés (18 metros de comprimento por 40 pés (12 metros) de largura e era onde as relíquias de família se encontravam expostas. As principais salas de recepção ficavam no primeiro andar, e não no piso térreo como tipicamente acontecia. Uma alameda de faias com uma milha de extensão conduz ao palácio.

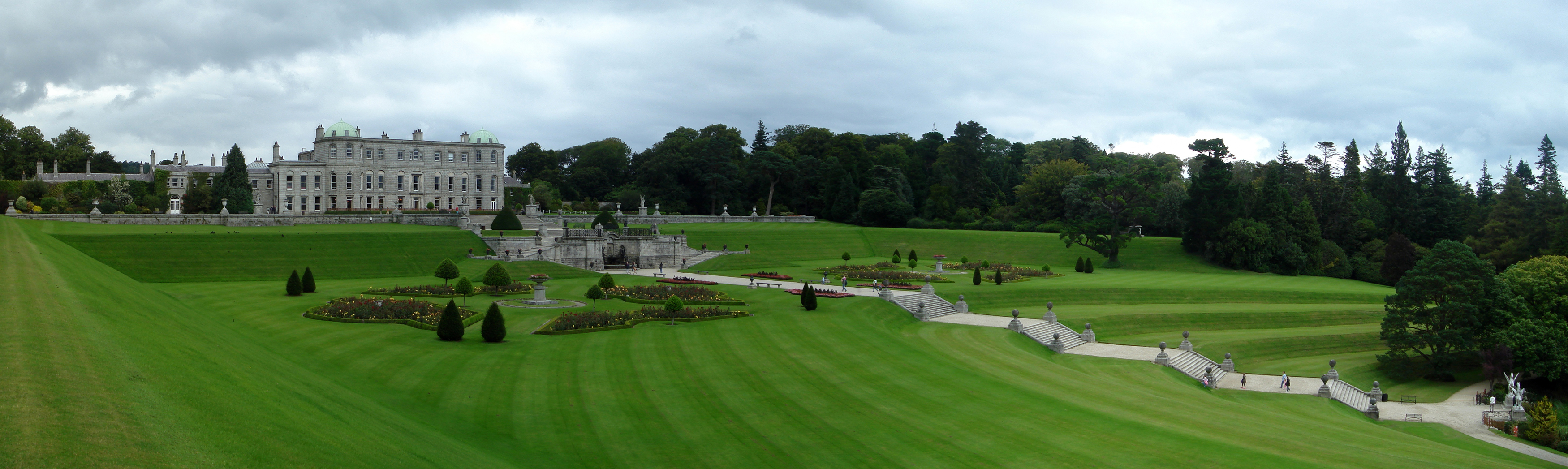
Vista panorâmica de Powerscourt House, incluindo os seus jardins italianos.

O Rei Jorge IV do Reino Unido foi convidado de Richard Wingfield, quinto Visconde Powerscourt, em Agosto de 1821. Mervyn Wingfield, sétimo Visconde Powerscourt, herdou o título e a herdade de Powerscourt, a qual compreendia 49.000 acres (200 km²) de terras na Irlanda, aos 8 anos e idade, em 1844. Quando atingiu os 21 anos, empreendeu uma extensa renovação do edifício e criou novos jardins.
A inspiração para o desenho do jardim resultou de visitas realizadas por Powerscourt aos jardins do Palácio de Versailles, próximo de Paris, do Palácio de Schönbrunn, próximo de Viena, e do Schloss Schwetzingen, próximo de Heidelberg. O esquema do jardim demorou 20 anos a desenvolver-se, ficando completo em 1880. 
As principais atracções nos campos incluem a "Tower Valley" (com torre de pedra), Jardins Japoneses, estátuas de cavalos alados, Lago Tritão, cemitério de animais, Tanque do Delfim, jardins murados, Portão Bamberg e o Jardim Italiano. A Torre Oimenteira, anteriormente acessível aos turistas, mas agora indisponível, terá sido desenhada depois de uma oferta de três pimenteiras a Lady Wingfield. De particular interesse é o cemitério de animais, cujas lápides têm sido descritas como "surpreendentemente pessoais".

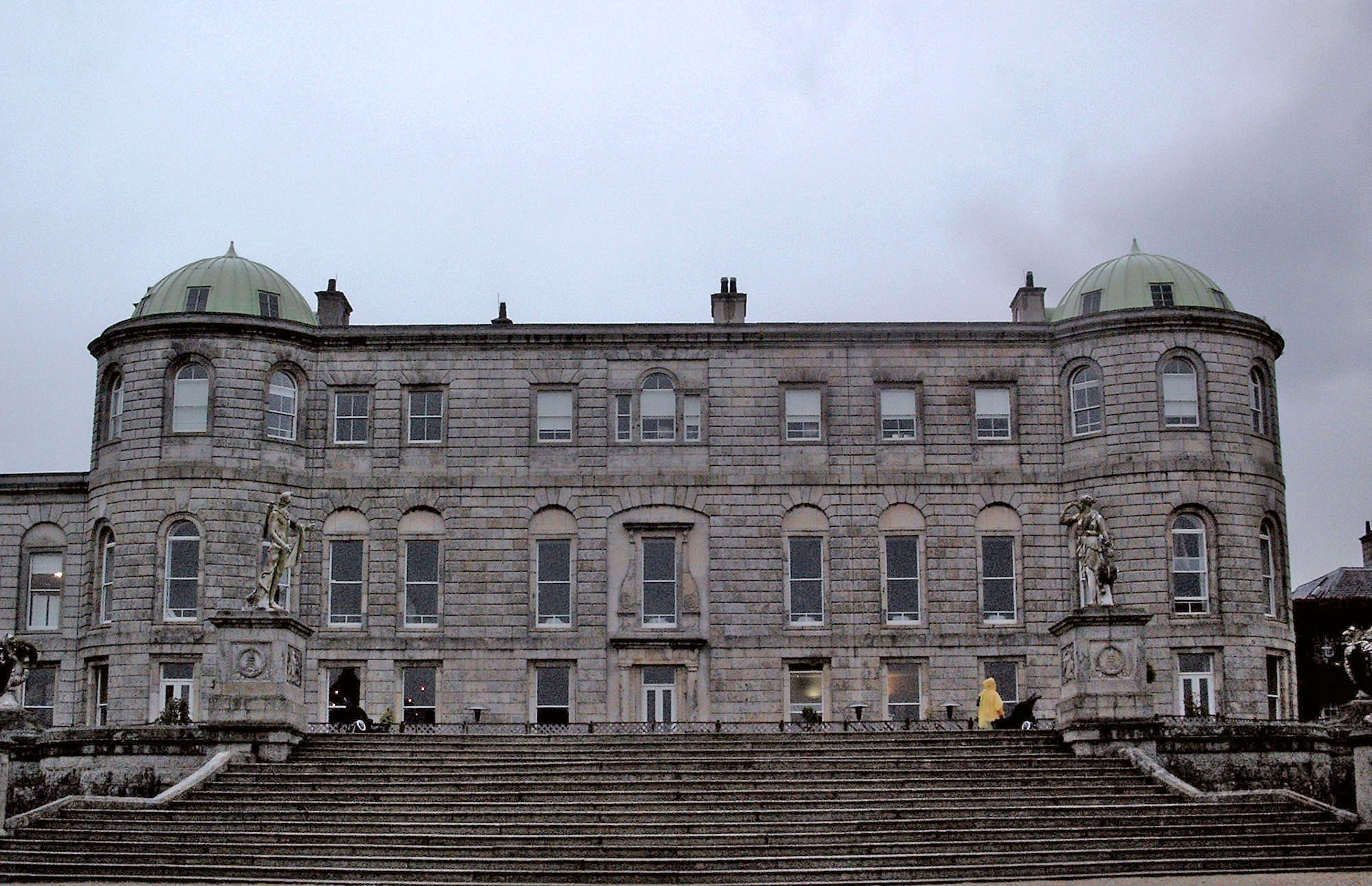
Fachada principal de Powerscourt House.

Richard Cassels, situado em posição de comendo no alto de uma colina, desviou-se ligeiramente do seu estilo sombrio habitual, para dar ao palácio um aspecto a que John Vanbrugh chamaria de castle air (ar de castelo), uma severa fachada Palladiana limitada por duas torres com cúpula. 
Na década de 1830, o palácio foi cenário de numerosas conferências sobre profecias bíblicas não cumpridas, as quais foram frequentadas por homens como John Nelson Darby e Edward Irving. Estas conferências foram promovidas sob os auspícios de Theodosia Wingfield Powerscourt, então a venerável Lady Powerscourt.
O palácio foi destruído pelo fogo no dia 4 de Novembro de 1974, durante a posse das famílias Andrews, Childers e Brennan e, mais tarde, recuperado em 1996. Apenas duas salas estão abertas ao público tal como apareciam no tempo em que estava habitado, enquanto que o resto do renovado edifício foi convertido em lojas.

## Queda de água de Powerscourt
A queda de água de Powerscourt e o vale que a circunda também pertencem à herdade de Powerscourt, embora estes dois elementos não estejam directamente ligados ao resto do conjunto. Com os seus 121 metros, a queda de água é a mais alta da Irlanda. Em 1858, o sétimo Viconde Powerscourt estabeleceu um parque de cervos em volta da queda de água, resultando na introdução com sucesso de uma espécie destes animais vinda do Japão na Irlanda.
Os serviços regulares de camionetas entre Powerscourt e a queda de água foram descontinuados em 2005, embora durante a época alta do Verão ainda estejam disponíveis serviços de transporte de forma intermitente. A queda de água fica a sete quilómetros de Enniskerry, e pode ser acedida a pé. Embora a distância não seja proibitiva, como o caminho é estreito, requer a utilização de um bastão para longos caminhos.
A taxa de entrada oscila entre 3 e 5 euros (preços de Abril de 2007).

## Curiosidades
O palácio foi usado como local de rodagem do filme, O Conde de Monte Cristo (2002) e, mais notoriamente, do filme Barry Lyndon (1975) de Stanley Kubrick, gravado antes do incêndio de 1974, e do filme The List of Adrian Messenger (1963).
Powerscourt House é a casa ancestral do ficcional Francis Lord Powerscourt, o detective vitoriano da série de novelas de David Dickinson (Goodnight Sweet Prince, Death And The Jubilee, Death Called To The Bar).

## Galeria de imagens de Powerscourt

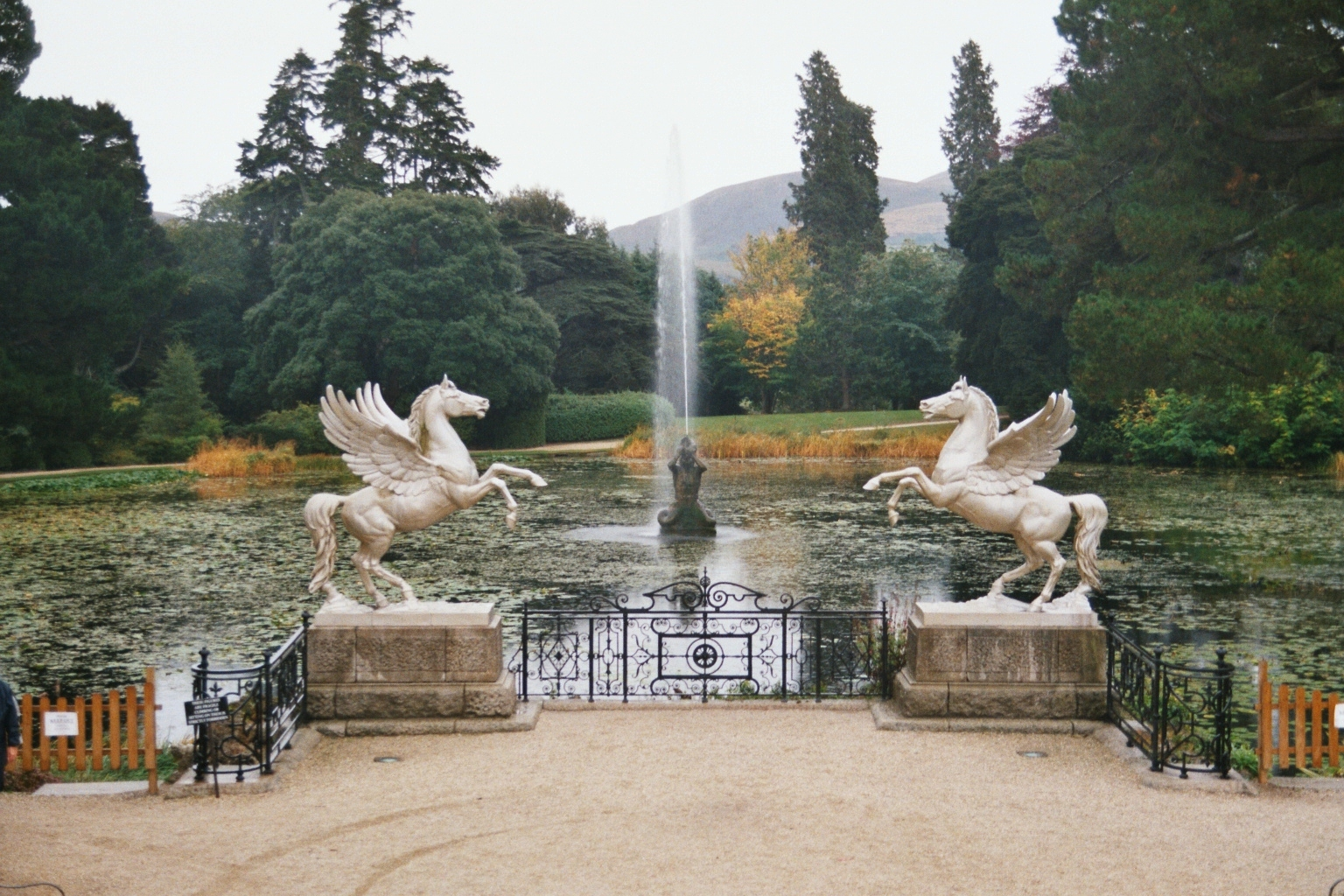
A fonte Andrews
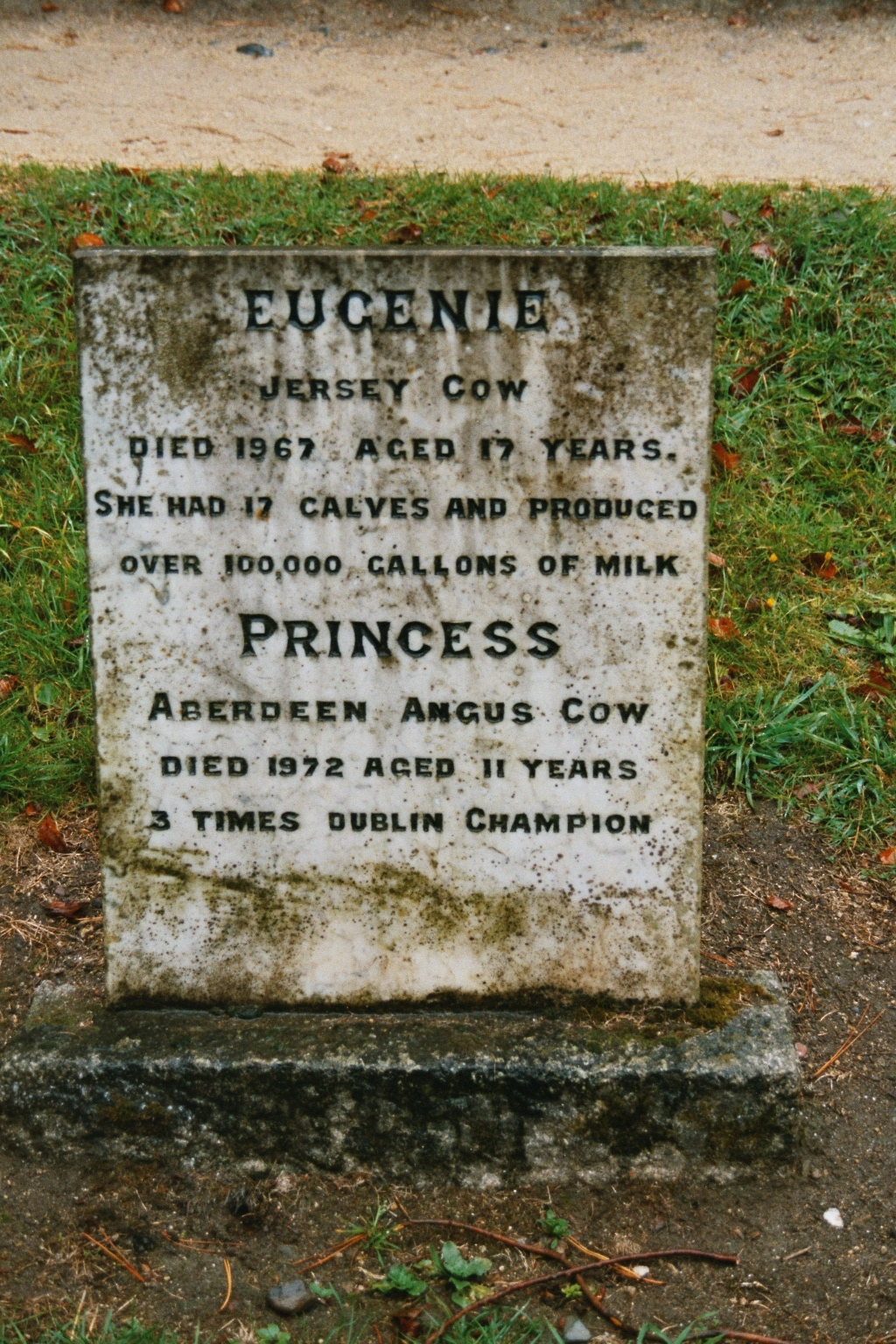
Lápide nos jardins de Powerscourt
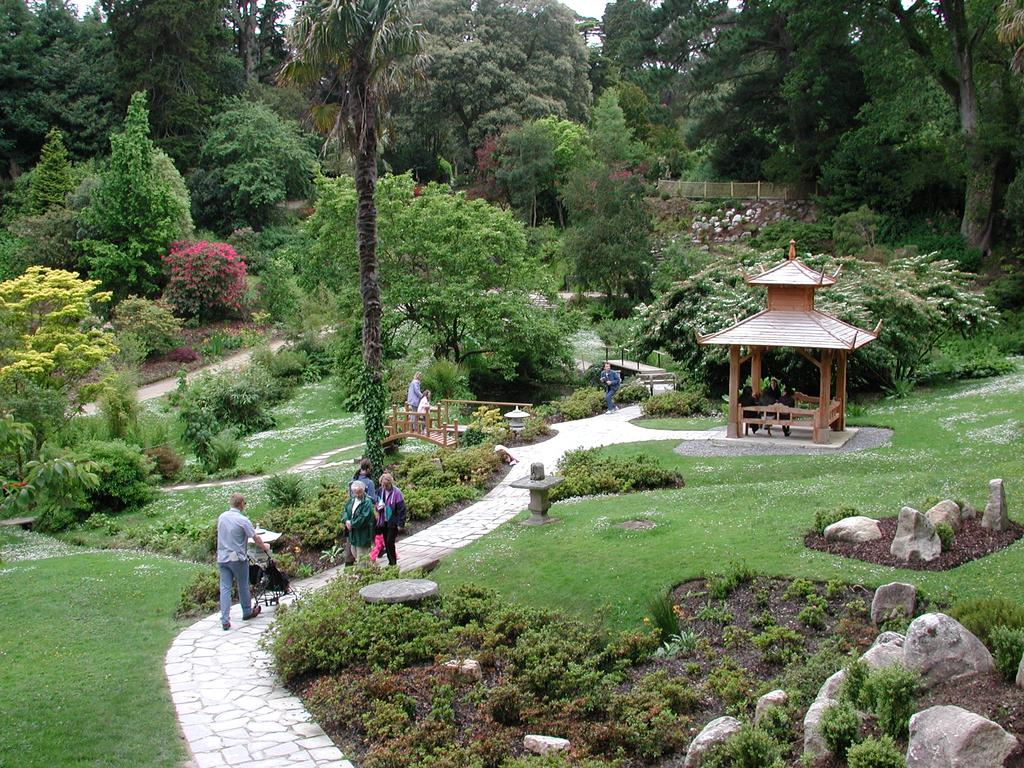
Jardins japoneses
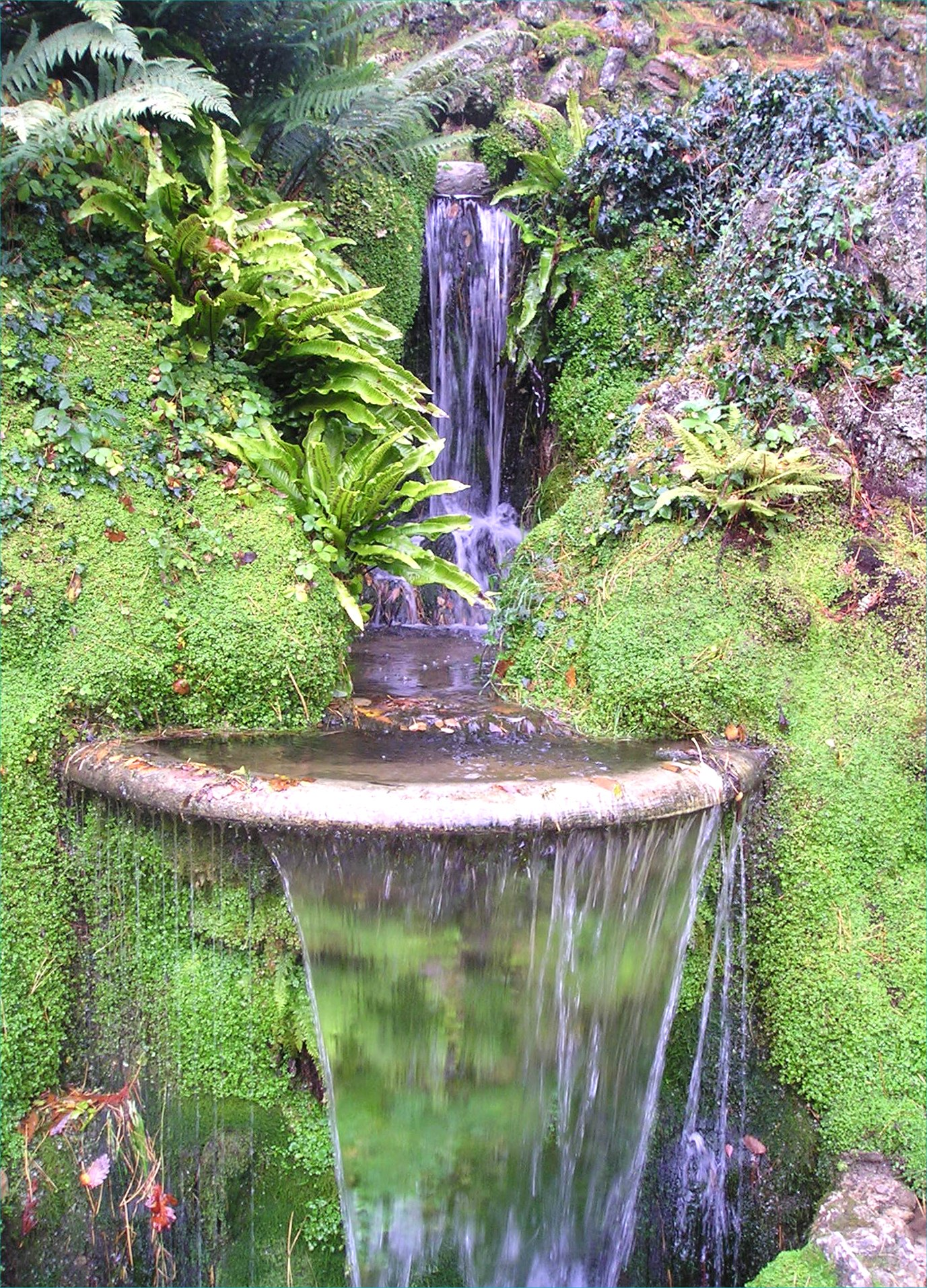
Queda de água nos jardins japoneses